# Łany (Wola Murowana)
Łany – część wsi Wola Murowana w Polsce położona w województwie świętokrzyskim, w powiecie kieleckim, w gminie Nowiny.
W latach 1975–1998 Łany administracyjnie należały do województwa kieleckiego.